# Dicranomyia (Peripheroptera) dis
Dicranomyia (Peripheroptera) dis is een tweevleugelige uit de familie steltmuggen (Limoniidae). De soort komt voor in het Neotropisch gebied.